# 金星大氣層
金星的大氣層是由俄羅斯科學家米哈伊爾·瓦西里耶維奇·羅蒙諾索夫於1761年在聖彼得堡觀測金星凌日時發現的。它比地球大氣層更為厚重與濃密，其表面溫度為740 K或467°C，而氣壓則為93大氣壓，主要為二氧化碳所構成。金星的大氣層中有硫酸形成的不透明雲，因此在地球或金星環繞探測器上不可能以可見光觀測金星表面。金星表面的地形是以雷達成像的方式探測得知。金星大氣層主要由二氧化碳和氮組成，以及少許痕量氣體。
金星的大氣層受到超高速大氣環流和超慢速自轉影響。金星的大氣環流只需要四個地球日就可以環繞金星一周，但金星的恆星日卻有243日。金星的風速最高可達到100 m/s或360 km/h，是金星自轉速度的60倍；而地球最高速的風速度只有地球自轉速度的10%到20%。另一方面，金星的風速隨高度下降而降低，在表面時風速大約是10 km/h。金星兩極則有屬於反氣旋的極地渦旋。每個氣旋都有兩個風眼，並且有特殊的S型雲結構。
金星和地球不同的是它缺乏磁場，而金星的電離層將大氣層和太空以及太陽風分離。電離層將太陽磁場隔離，使金星的磁場環境相當特殊，造成金星的磁層是「誘發磁層」。包含水蒸氣等較輕氣體則持續被太陽風經由誘發磁尾吹出金星大氣層。推測40億年前的金星大氣層與表面有液態水的地球大氣層相當類似。失控溫室效應（Runaway greenhouse effect）造成金星表面的液態水蒸發，並且使其他溫室氣體含量上升。
儘管金星表面的狀況相當嚴苛，在金星大氣層50到65公里高的地方氣壓與溫度卻與地球相若，因此金星的高層大氣是太陽系中環境最接近地球的地方，甚至比火星表面更類似。因為溫度和壓力相近，並且在金星上可呼吸空氣（21%的氧和78%的氮）是上升氣體，類似地球大氣層中的氦，因此有人提出可在金星的高層大氣進行探測和殖民。
2013年1月29日，歐洲太空總署科學家宣布金星電離層物質外流的模式與「類似條件下來自彗星彗核的離子尾」類似。

## 結構與組成

### 組成

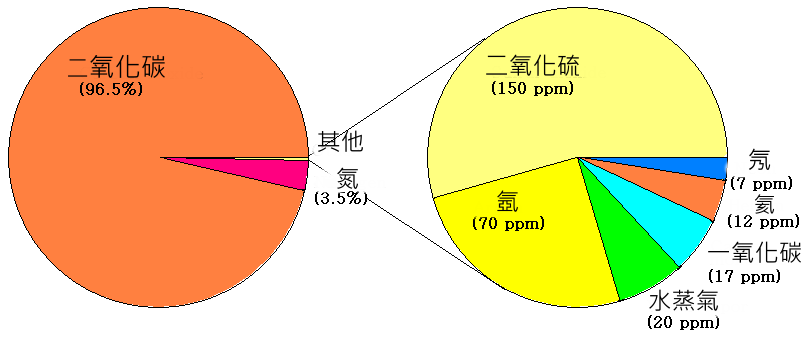
有關金星大氣層成分的圓餅圖。 右方的圓餅圖顯示大氣中微量成分的總含量仍不及大氣的0.1%，這包括二氧化硫、氬、水蒸氣、一氧化碳、氦和氖等。

金星的大氣層主要由二氧化碳、少量的氮和其他的微量氣體組成。氮在金星大氣層的量相對地比二氧化碳為少，但是因為金星的大氣層比地球的更為厚重與濃密，因此儘管地球大氣層有78%是氮，在金星大氣層中氮的總含量仍大致是地球的四倍。
金星的大氣層內包含少量的讓人感興趣的化合物，其中包含一些以氫為主的化合物，例如氯化氢和氟化氢。其他還有一氧化碳、水蒸氣和氧分子等等。氫原子在金星大氣層中的數量相對較少，因此理論上大量的氫被認為消失在太空中，而剩餘的氫絕大多數形成硫酸（H2SO4）和硫化氫（H2S）。金星大氣層中的氫大量流失可由大氣層中極高的 D/H 含量比值得知。該比值在金星大氣層中大約是0.025，遠高於地球大氣層的1.6×10−4。此外，在金星高層大氣層這個值更高達1.5。
2020年9月14日，英国科学家团队在英国《自然·天文学》杂志发表文章，表示首次在金星大气中探测到了磷化氢气体。

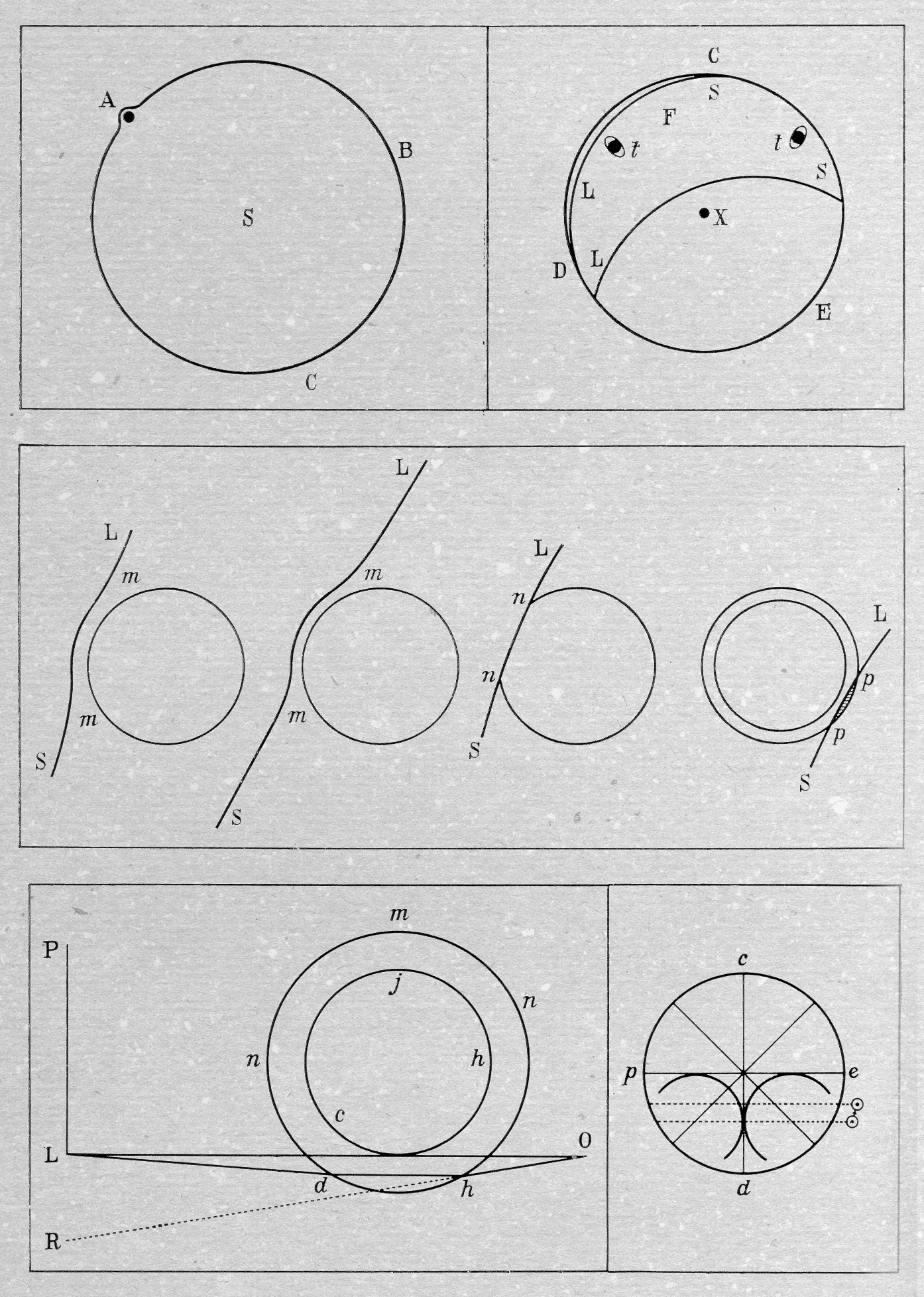
羅蒙諾索夫於1761年發現金星大氣層時的紀錄。

### 對流層
金星的大氣層依照高度被分為數個部分。而金星大氣層中密度最高的部分則是從表面至65公里高處的對流層。在類似火爐中環境的金星表面風速相當低，但在對流層頂的溫度和壓力與地球表面類似，而且雲的移動速度達到100 m/s。
金星表面的大氣壓是地球表面的92倍，相當於海面下910公尺深處的水壓。大氣層總質量是4.8×1020公斤，是地球的93倍，表面密度是67 kg/m3，是地球表面液態水的6.5%。金星表面因為壓力極高，會使超臨界二氧化碳不再以氣體形式出現，而是超臨界流體。超臨界二氧化碳會形成覆蓋整個金星表面的另一種形式的海洋，而這種海洋的傳熱率極高，讓金星晝夜（各56地球日）之間的溫度變化極低。
金星大氣層中大量的二氧化碳和水蒸汽、二氧化硫等氣體造成金星表面劇烈的溫室效應，吸收了大量來自太陽的輻射能，使金星表面溫度高達740 K（467°C），高於其他的太陽系行星，甚至高於接受太陽輻射能是金星四倍的水星（最高溫700 K）。金星表面的平均溫度高於鉛（600 K，327°C）、錫（505 K，232°C）、鋅（693 K，420°C）的熔點。金星厚重的對流層也讓它的白晝與黑夜兩個半球之間溫度差異很小，即使金星的逆向自轉速度極慢，使金星的太陽日達到116.5個地球日。金星的夜晚長達58.3個地球日。
|               |             |                         |
| 高度 （公里） | 溫度 （°C） | 大氣壓力 （标准大气压） |
| 0             | 462         | 92.10                   |
| 5             | 424         | 66.65                   |
| 10            | 385         | 47.39                   |
| 15            | 348         | 33.04                   |
| 20            | 306         | 22.52                   |
| 25            | 264         | 14.93                   |
| 30            | 222         | 9.851                   |
| 35            | 180         | 5.917                   |
| 40            | 143         | 3.501                   |
| 45            | 110         | 1.979                   |
| 50            | 75          | 1.066                   |
| 55            | 27          | 0.5314                  |
| 60            | −10         | 0.2357                  |
| 65            | −30         | 0.09765                 |
| 70            | −43         | 0.03690                 |
| 80            | −76         | 0.004760                |
| 90            | −104        | 0.0003736               |
| 100           | −112        | 0.00002660              |

金星的對流層質量佔金星大氣層總質量的99%，金星大氣層90%的質量聚集在高度28公里以下的範圍以內。相較之下，地球大氣層90%的質量聚集在高度10公里以內範圍。在金星大氣層高度50公里處的氣壓大約與地球表面的氣壓相等。在金星的夜半球部分雲的高度可達到80公里。
金星對流層和中氣層邊緣類似地球的對流層頂，高度大約稍高於50公里。根據麥哲倫號金星探測器和金星快车的觀測資料，在高度52.5到54公里處的溫度大約在293 K（20 °C）和310 K（37°C）之間，而高度49.5公里處的氣壓則與地球海平面大氣壓相等。如果將載人太空探測器送往金星，將可以補償溫度在一定程度上的差異。在高度50到54公里或更高區域的任一處將是最容易進行探測甚至殖民的地方。該區域的溫度將是關鍵性的液態水存在範圍，即273 K（0°C）和323 K（50°C），並且氣壓和地球上適合人類居住的區域相同。因為二氧化碳較人類呼吸的空氣重，這個「殖民地」的「空氣」（氮和氧）將可讓殖民地的建築結構可以像飛船一樣漂浮。

#### 環流
金星對流層的環流遵循所謂的旋衡近似。它的風速大致由氣壓梯度和離心力在幾乎純粹的緯向氣流中平衡的關係確定。相反的是，地球大氣層的環流是受到地轉平衡的影響。金星的風速只有在對流層高處大約60到70公里處（對流層頂）處可被直接量測到，而這個高度對應於金星的上層雲蓋。金星雲層的運動經常是以紫外線進行觀測，因為這個波段的對比度最高。在低於緯度50°的線性風速度大約是100 ± 10 m/s，而風的運動方向相對於金星自轉是逆向的。風的速度往高緯度就快速下降，在極點處風速甚至是0。這種在雲層以上的強烈風造成了金星大氣層的超級旋轉。換句話說，這些影響整個金星的風速度是高於金星自轉的。這個超級旋轉是差分的，也就是說金星赤道上的對流層超級自轉比中緯度的地區慢。在垂直部分也有巨大的高度梯度，對流層中高度越低風速就以每公里3 m/s的梯度下降。接近金星表面的風速遠低於地球表面，大約只有時速數公里（一般低於2 m/s，平均風速大約是0.3到1.0 m/s），但金星表面因為大氣層密度甚高，仍足以搬運金星表面的塵埃和小顆粒岩石，就像緩慢的水流。

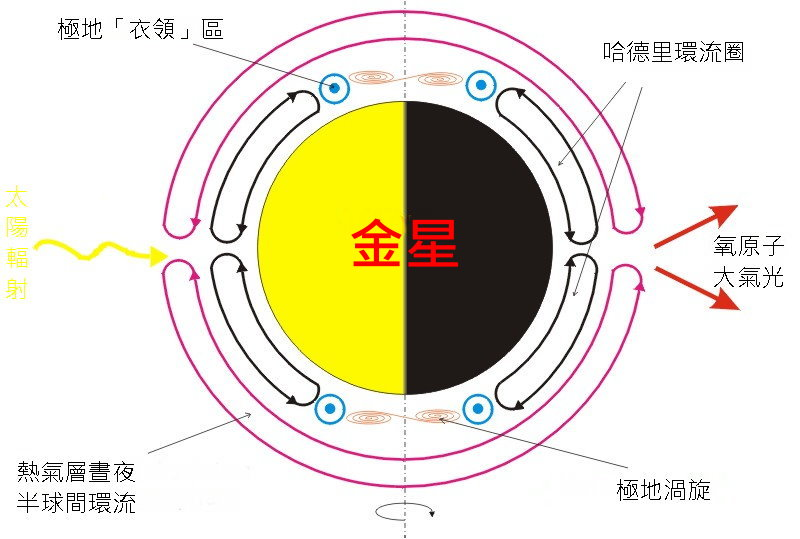
金星大氣層環流中的經向（南北走向）環流。注意經向環流速度遠低於在金星晝半球和夜半球之間輸送熱量的緯向環流。

金星上的風最終都是由對流驅動。高溫氣體在太陽輻射加熱較集中的赤道區域上升，並且流向兩極。這種幾乎是行星尺度的對流層內流動則是哈德里環流圈。不過金星環流經向運動的速度遠低於緯向運動。金星上哈得里環流圈的緯度極限是接近±60°區域，在這個區域氣流會下降到雲層下方，並且往赤道區域回流。這個解釋被一氧化碳的分布所證實，而一氧化碳確實也聚集在±60°附近區域。哈德里環流圈向極地方向的流動差異模式也被觀測到，在緯度60°–70°的區域存在低溫的極地「衣領」區（Polar collar）。該區域的對流層高處溫度較鄰近緯度低大約30–40 K。較低的溫度可能是因為氣體的上升和絕熱冷卻的結果，在極地「衣領」區的高密度和高度較高的雲支持這個解釋。在極地「衣領」區的雲高度在70到72公里處，比極地或較低緯度區域的雲高約5公里。在較低溫的極地「衣領」區和位於中緯度，速度達到140 m/s的高速噴射氣流可能有一定的聯繫。這樣的氣流是哈德里環流圈的自然產物，並且應該存在於緯度55–60°的區域。
在比極地「衣領」區緯度更高的金星極地區域有結構相當特殊的極地渦旋。渦旋是類似地球颶風的巨大風暴，但規模是一般地球颶風的四倍。每個極地渦旋的旋轉中心都有兩個風眼，而這兩個風眼之間有特殊的S型雲狀結構連接。這樣的雙風眼結構也被稱為「Polar dipoles」。極地渦旋的旋轉週期是3個地球日，方向與大氣層的超級自轉相同。在渦旋邊緣附近的線性風速是35–50 m/s，而在極點風速則是0。極地渦旋雲層頂的溫度遠高於附近的極地「衣領」區，達到了250 K（−23°C）。傳統解釋認為金星極地渦旋是反氣旋，氣流在中心下降，並在溫度較低的極地「衣領」區上升。這種環流模式類似地球極地的冬季反氣旋，尤其是在南極洲上空的反氣旋。在各種紅外線大氣窗口的觀測結果顯示，接近極地的反氣旋深度達到了50公里高處，也就是雲的底層。極地的高層對流層和中氣層的大氣動態相當劇烈，巨大而明亮的雲可以在該區域數小時內出現和消失。2007年1月9日到13日之間金星快車的觀測發現了前述現象，當時南極區的亮度也因此增加30%。這可能是因為二氧化硫進入中氣層造成，而這些氣體凝結後形成明亮的霾。而極地渦旋的雙風眼至今仍無相關解釋。

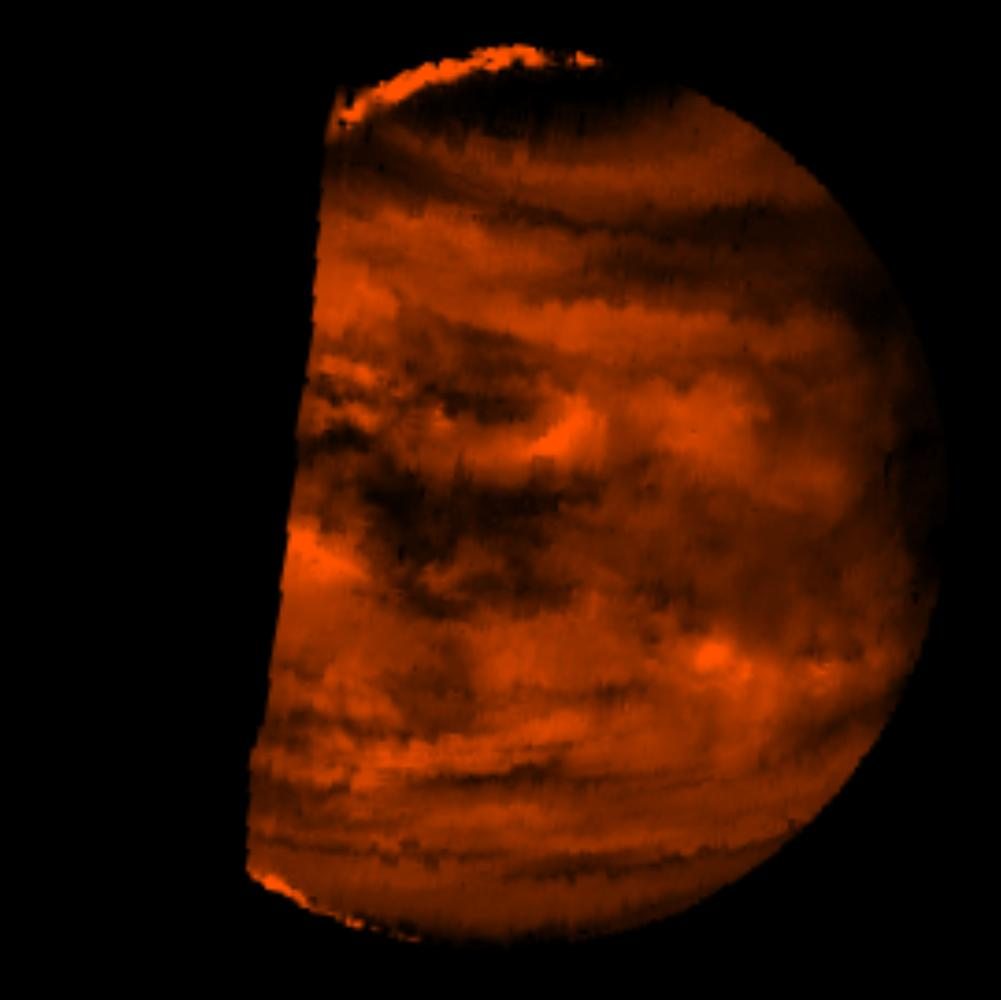
由伽利略号探测器以波長2.3 μm 觀測金星大氣層深處的紅外線假色影像。暗色斑點則是映襯釋放出熱紅外線輻射高溫低層大氣的雲。

金星上的第一個極地渦旋是於1978年由先驱者金星计划在金星北極探測到。而第二個雙風眼極地渦旋則是於2006年夏季由金星快車在金星南極被觀測到，科學家並未因此感到驚訝。

### 高層大氣與電離層
金星大氣層的中氣層是自65公里到120公里高，熱層則自120公里高開始，大氣層頂（散逸層）高度大約是220到350公里。在散逸層以上的高度大氣層內氣體粒子之間毫無碰撞運動。
金星的中氣層可再分成兩層：較低的一層在62到73公里高之間；較高的一層則在73到95公里之間。較低層的溫度大約是230 K（−43°C），並與雲蓋頂部相接。較高層溫度則持續下降，直到大約95公里高處中氣層頂開始的165 K（−108°C），這是金星晝半球大氣層最低溫處。晝半球的中氣層頂，即中氣層和熱層交界的高度大約在95到120公里之間，溫度則上升至大約300到400 K（27到127°C），這是熱層中普遍的溫度。相較之下金星夜半球的熱層則是金星溫度最低之處，只有100 K（−173°C），甚至被稱為冰凍層。
金星上層中氣層與熱層的環流模式是和低層大氣完全不同的。在90到150公里高處的金星氣體自晝半球向夜半球移動，並且在晝半球氣體上升，夜半球氣體下降。在夜半球下降的氣體造成了氣體的絕熱加熱，並在90到120公里高處的夜半球中氣層形成一個暖層。該暖層的溫度是230 K（−43°C），遠高於夜半球中氣層的典型溫度100 K（−173°C）。來自晝半球的氣體還帶有氧原子，這些氧原子是來自於重組後的可長期存在的單態（1Δg）激發態氧分子，之後結構會鬆弛並釋放波長1.27 μm的紅外線輻射。這樣的輻射發生於90到100公里高處，並且常被太空探測器或地球天文台觀測到。夜半球的中氣層高層和熱層也是非局部熱力學平衡（non-LTE）二氧化碳和一氧化氮分子輻射的來源，這即是夜半球熱層溫度較低的原因。
金星快車已經經由掩星法確認金星大氣層中的霾在夜半球高度會遠高於晝半球。在晝半球雲蓋厚度20公里，並且延伸至65公里高處；而夜半球的雲蓋是由達到高度90公里（中氣層）的極厚的霾組成，而較透明的霾高度更延伸至105公里處。2011年金星快車發現金星大氣層在100公里高處有薄層的臭氧層。
金星的電離層位於120到300公里高處，幾乎和熱層相重合。高度電離的狀態只在金星晝間出現，在夜間電子的濃度幾乎是0。金星的電離層總共可分為3層：120到130公里高的 v1 層、140到160公里高的 v2 層和200到250公里高的 v3 層。可能在接近180公里高處還有另一層。最大電子單位密度是在接近日下點的 v2 層中，達到3×1011 m−3。電離層的上部界線（電離層頂）位於高度約220到375公里處，並且分隔誘發磁層內的電漿和來自行星的電漿。v1 和 v2 層中的離子主要是 O2+，而 v3 層則是O+。觀測到的電離層電漿動態是在晝間會發生太陽光電離，夜間離子和電子重新結合，這些過程主要和電漿被加速到被觀測到的速度相關。而出現的電漿流足以維持夜間電離層離子密度在被觀測到的中位數或該值附近。

### 誘發磁層

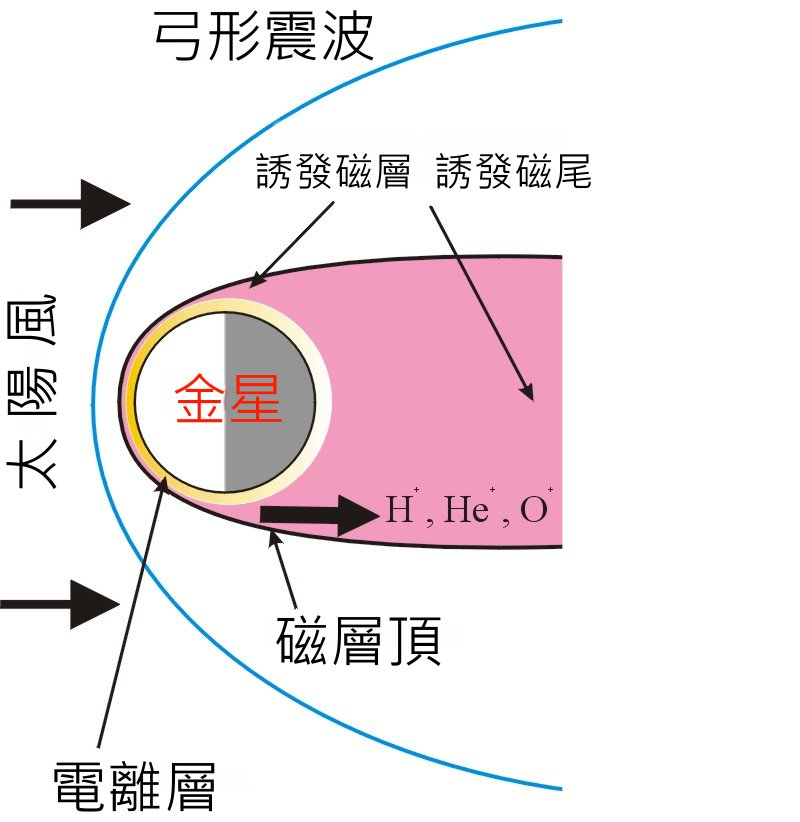
金星磁層和太陽風的交互作用。本圖顯示了金星誘發磁層的成分。

金星並沒有發現磁場的存在。目前金星缺乏磁場的原因仍不明朗，但可能與金星自轉速度極慢或金星地函缺乏對流運動有關。金星只有由太陽風延伸的太陽磁場而產生的誘發磁層。這個機制就是磁力線在障礙物周圍纏繞的狀況，而這裡的金星就是障礙物。金星的誘發磁層有弓形震波、磁層鞘、磁層頂和包含電流片的磁尾。
在太陽日下點處，金星的弓形震波在金星表面以上1900公里或0.3倍金星直徑，這個距離是在2007年太陽極小期時量測的。在太陽極大期時弓形震波距離可能會是極小期時的數倍。磁層頂的高度則為300公里，而電離層的上層界線在接近250公里處。在磁層頂和電離層點之間存在一個磁屏障，這是一個局部增強的磁場，可防止來自太陽的電漿更加深入金星大氣層－至少是在太陽極小期的時候。磁屏障內的磁場強度達到了40 nT。磁尾則延伸至10倍金星半徑處，是金星磁層中活動最劇烈處。磁力線重新連結的過程和粒子加速都在磁尾發生。在磁尾的電子和離子能量大約是100 eV到1000 eV。
因為金星缺乏內在磁場，太陽風可以深入金星散逸層較深處，並造成大量大氣層損失，這些散失氣體主要是通過磁尾散逸。目前金星散逸的離子主要是 O+、H+ 和 He+。氫和氧的散逸比大約是2，代表正在流失水（根據化學計量法）。

## 雲
金星的雲層厚度極大，並且是由二氧化硫和硫酸液滴組成。這些雲可將75%的太陽輻射反射，因此一般的成像無法拍攝到金星的表面。這些雲對太陽光的反射量幾乎和太陽的入射光量相等，讓金星探測器在探測雲層頂時可以利用和雲層外幾乎等量的太陽能，並且太陽能電池可以嵌合在探測器任一處。
金星上的雲讓很少量太陽光可以直接照射到金星表面。金星表面的光量只有5,000–10,000 lux，能見度只有3公里，因此可以知道探測器是無法在金星表面利用太陽能的。金星表面的溼度少於0.1%。事實上因為金星的雲層極厚和雲本身的高反照率，金星表面從太陽接收到的能量是少於地球的。

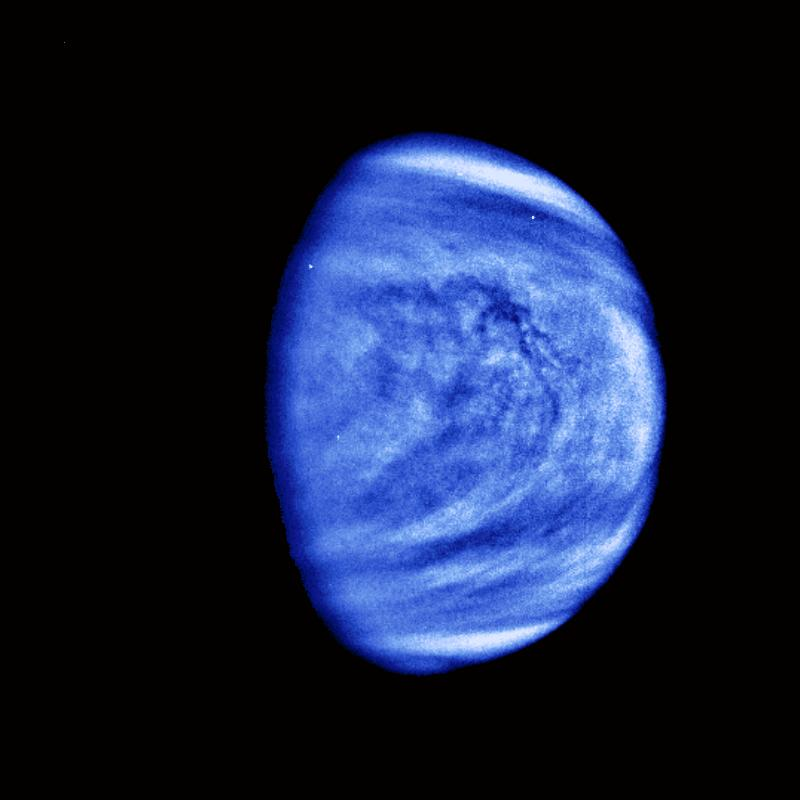
本影像是由木星探測器伽利略号探测器在1990年飛掠金星時拍攝的。規模較小的雲結構已被強化，而偏藍的色調則是以紫外線濾鏡拍攝。

金星高層大氣中的硫酸是由二氧化硫、二氧化碳和水蒸汽因為太陽光引發的光化學反應而形成。波長小於169 nm的紫外線可以將二氧化碳光分解為一氧化碳和氧原子。氧原子的活性極高，可以和金星大氣層中的二氧化硫反應而形成三氧化硫，再和水蒸氣結合形成硫酸，可見以下化學式：
CO2 → CO + O
SO2 + O → SO3
SO3 + H2O → H2SO4
金星的硫酸雨永遠不會到達金星表面，會在到達表面以前受熱蒸發形成幡狀雲。理論上來說，早期的火山活動會將硫噴入大氣層中，而高溫會阻礙硫被鎖定在表面的固體化合物，而地球上也是如此。
金星的雲會產生和地球類似的閃電。自從蘇聯的金星計劃探測器首次偵測到閃電開始就一直有爭議，不過在2006到2007年金星快車偵測到了被認為與閃電有關的電磁電子波（Electromagnetic electron wave）。這些間歇現象的出現顯示了與天氣活動相關的模式，而金星上閃電的發生率至少是地球的一半。
2009年一位業餘天文學家和金星快車拍攝的影像都顯示金星大氣層中有一個明亮的斑點。造成該斑點的原因仍不明，有說法指與金星火山活動有關。

## 生命存在的可能性
因為金星表面的環境相當嚴苛，至今只有一小部分區域被探測。事實上，目前已知的生命形態不一定和在宇宙其他地方的生命型態相同，而且地球上生命的頑強程度並未被證實。地球上已知的嗜極生物就生存於極端的環境中。目前在地球上已發現多種嗜極生物，例如嗜熱生物和超嗜熱生物可以在沸點以上的水存活，嗜酸生物可以在 pH 值3甚至更低的環境下生存，聚-嗜极生物可以在多種極端環境下生存。不過金星表面的溫度超過450°C，遠高於嗜極生物的生存環境，嗜極生物能存活的溫度上限只有約100°C以上數十度。
不過也有些非嗜極生物可以在比雲層高的高空中生存，並已發現有細菌可在地球的雲中生存與繁殖，因此有科學家提出生命也可以在金星的相同區域存活。生活在濃密而混濁的金星雲中生物也許可以利用大氣中的硫化物防止被太陽輻射傷害。太陽風也許是將這類微生物從金星轉移到地球的機制。
金星的大氣層中已經發現了足以造成化學不平衡的狀態，目前仍需要進一步調查。來自金星計劃、先驱者金星计划和麥哲倫號金星探測器任務的資料顯示在高層大氣中已發現了硫化氫和二氧化硫，以及羰基硫（OCS）。前兩種氣體會互相反應，這暗示有某種機制產生這兩種物質。此外，值得注意的是羰基硫很難透過無機過程產生。另外，常被忽略的事實是其中一個金星計劃早期探測器偵測到了金星雲蓋正下方有大量的氯存在。
有說法指在這樣環境下的微生物可能以太陽輻射中的紫外線做為能量來源，這也許可以解釋在地球上以紫外線觀測時見到的暗斑。大型的非球狀雲分子也在雲蓋中被偵測到，目前仍不知道成分。

## 大氣層演化
透過今日對金星雲結構和表面地質的研究可推測太陽的光度自38億年前至今已經增加了25%，因此一般認為40億年前的金星大氣層更像表面有液態水的地球大氣層。失控溫室效應可能是因為金星表面水的蒸發以及接下來溫室氣體量增加導致。因此研究地球氣候變化的科學家對金星的大氣層狀況極為關注。
金星的地質狀態顯示在最近十億年內並無液態水存在於表面，不過目前沒有理由顯示金星和地球的形成過程有不同，並且金星和地球早期的水可能是來自形成行星的岩石或稍後彗星撞擊帶入的水。科學家的共同觀點是液態水在金星表面完全被蒸發已存在了約6億年，不過大衛·格里普森等人認為金星上液態水可能存在了20億年。
大多數科學家相信冥古宙時期早期地球的大氣層狀況也與今日的金星類似，二氧化碳氣壓達到約100 bar，並且表面溫度230°C，甚至可能有硫酸雲，直到40億年前板塊運動和早期海洋將大氣層中的硫和二氧化碳吸收。早期的金星很可能也有過類似地球的液態水海洋，但在板塊運動停止時金星的海洋消失了。金星表面年齡大約是5億年，因此不會顯示任何板塊運動的證據。

## 從地球上的觀測與探測器觀測

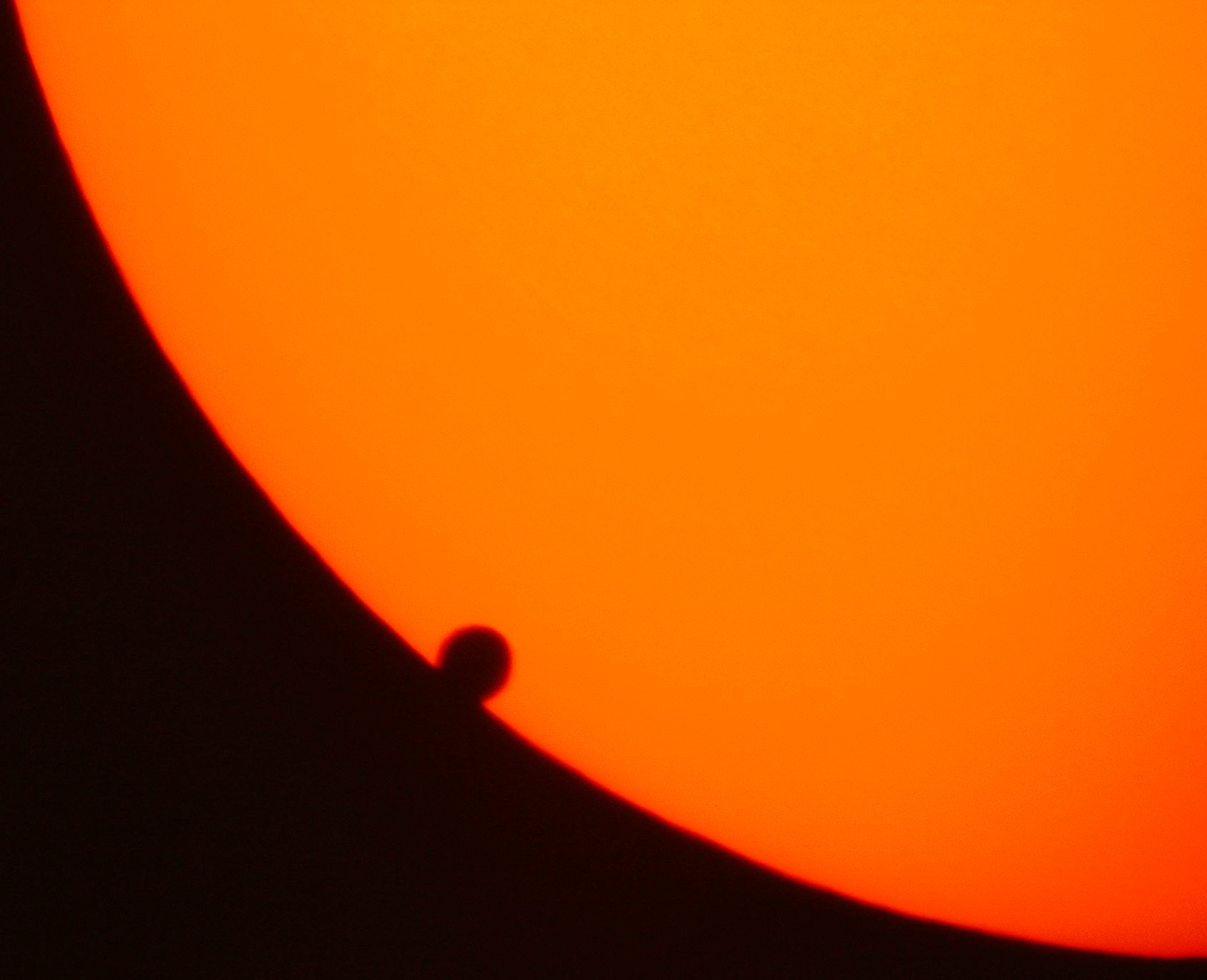
2004年6月8日的金星凌日，這時在地球上可以光譜學方式觀測金星高層大氣獲得有價值的資訊。

1761年俄羅斯帝國博學家米哈伊爾·瓦西里耶維奇·羅蒙諾索夫在觀測金星凌日時發現金星周圍有一圈光環，因此下了金星有大氣層的結論。1940年鲁珀特·怀尔特計算出金星大氣層中的二氧化碳含量將會使金星表面溫度上升到超過水的沸點，之後於1962年水手2號以輻射計量測金星表面溫度確認。1967年金星4號確認金星大氣層主要由二氧化碳組成。
金星的高層大氣在地球上可以在發生次數不多的金星凌日現象中觀測，而該現象最近一次發生是在2012年6月。天文學家以量化天體光譜學分析通過金星大氣層的太陽光以了解金星化學組成。2001年首次以這個技術分析太陽系外行星大氣層得到決定性的結果，之後的金星凌日是第一次在地球上以光譜方式分析金星大氣層而得到決定性結果的機會。金星凌日是少數可以得到目前缺乏的高度65到85公里之間金星大氣層資訊的機會。2004年的金星凌日讓科學家獲得了大量的資料，科學家不但確認了金星高層大氣組成，也可以使搜尋太陽系外行星的技術更加精進。金星的大氣層大多是吸收了近紅外線輻射的二氧化碳，因此容易觀察。在2004年金星凌日中，金星大氣層所吸收太陽光譜中不同波常的譜線顯示了不同高度中大氣組成。氣體分子運動造成譜線加寬的都卜勒效應也被量測到，並被用來判斷金星風的模式。
金星凌日是相當少見的天文現象，在2004年以前最近一次金星凌日發生於1882年，最近一次發生在2012年，再之後則要2117年才會再發生。

## 探測任務

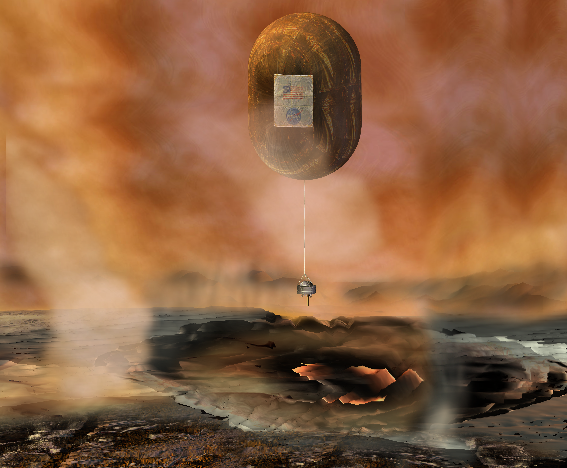
NASA新疆界計畫可能會有金星内层探测（Venus In-Situ Explorer）。

已結束環繞探測任務的金星快車探測器使用波長1 到5微米的紅外線成像光譜對金星大氣層進行深入觀測。日本 JAXA 於2010年發射的探測器破曉號計劃將以2年時間研究金星，包含金星大氣層的活動與結構，但在2010年12月入軌失敗；2015年12月7日再次入軌成功 。該探測器五個攝影機中的其中一個稱為「IR2」的將會探測金星大氣層下方的厚雲層，以及大氣層運動和痕量氣體分布。該探測器的軌道與金星表面距離將在300到60000公里之間，可以對金星近距離攝影，並且應可確認金星活火山和閃電的存在。
NASA新疆界計畫可能會有金星内层探测將有助於了解導致金星氣候變化的過程，並且為之後在金星表面採樣後送回地球的任務鋪路。
另外一個由 Venus Exploration Analysis Group（VEXAG）提出的任務 Venus Mobile Explorer 則是要研究金星表面和大氣層組成與同位素量測，任務時間大約90日，發射日期未定。

### 建議中的任務
在金星表面嚴苛的環境被確認以後，科學家將注意力轉移到火星等其他目標。不過最近已經有一些任務計畫被提出，而這些任務主要是研究目前所知甚少的金星高層大氣。蘇聯的維加計劃在1985年投入兩顆氣球進入金星大氣層，但這兩顆氣球的電力來源是電池，任務只持續大約2個地球日，在那之後就沒有任何對金星高層大氣探測的任務。2002年 NASA 的承包商环球宇航（Global Aerospace）曾提出使用一顆氣球在金星高層大氣停留數百個地球日的計劃。
杰弗里·兰迪斯則提出以太陽能飛行器代替氣球的方案，而這個想法在2000年代早期以後不時被提出。金星的高反照率可以將大部分的太陽光反射，讓金星地表相當暗，而在60公里高的高層大氣中向外的太陽能量則達到入射能量的90%，代表太陽能板不管是裝置在飛行器上方或下方都可以達到接近相等的效率。此外，金星較地球稍低的重力、極高的氣壓和慢速自轉可提供無止盡的太陽能都使太陽能飛行器被認為是探索金星大氣的理想選擇。這個計劃中的飛行器最適合的操作環境將是在太陽照射下大氣壓力和風速可讓它永久留在大氣層中的狀況，並且可以下降到較低高度數小時再上升。在雲中的硫酸對於有適當保護的探測器是不構成威脅的，而這樣的飛行器必須要能在高度45到60公里之間無限期進行量測，除非是遇到機械或其他未預期的問題。蘭迪斯也提出以類似火星探测漫游者的探測車探測金星表面的計劃，不同的是金星表面的探測車將會是被位於大氣層中飛行器電腦傳送電波訊號控制的「啞巴」探測車，並且馬達等機電系統和晶体管等只需要能承受金星表面狀況即可，但較脆弱的微電腦系統以目前技術尚無法承受金星表面高溫、高壓和酸性環境。
俄罗斯联邦航天局在2006年到2015年的計劃中致力於在大約2024年發射金星-D。金星-D的主要科學目標將是調查金星大氣層的結構與組成，以及金星高層大氣、電離層、電活動、磁層和大氣逃逸率。